# X-34 (航空機)
X-34は、アメリカ合衆国のオービタル・サイエンシズ社が開発していた再使用型宇宙往還機の技術試験機。アメリカ航空宇宙局（NASA）の発注によるものである。2001年に開発が中止された。

## 概要
1990年代後半に入ると、NASAはスペースシャトルの後継となり、より安全かつ経済的な軌道運搬手段を求めるようになった。X-34は、低コストの軌道運搬手段の技術開発のために、1996年から開発が開始された機体である。機体の開発はペガサスロケットの実績を有していたオービタル・サイエンス社が請け負った。
X-34Aは無人のロケット機であり、単垂直尾翼を持つ。低翼配置、クリップド・デルタの主翼があり、ストレーキを有している。ロッキード L-1011 トライスター「スターゲイザー」の胴体下部に搭載され、高度10,000mから空中発進を行う計画であった。1基が装備されるロケットエンジンは液体酸素とケロシンを用いており、最大速度はマッハ8、到達高度は約80kmを計画していた。悪天候時にも運用が可能で、2週間毎の打ち上げが可能とすることも目標の一つであった。3機の製造が予定されていた。
開発計画は1996年より開始されたが、1997年には予算問題により遅延が見られ、当初1998年に予定されていた初飛行は延期となった。1999年4月30日にエンジンを搭載しない構造モデルの1機目が完成し、6月29日にはスターゲイザーに搭載されて飛行し適合試験を行った。しかし、技術的・予算的問題からエンジンを搭載した2機目以降が完成せず、最終的に費用対効果に合わないとして、2001年3月に開発は中止となった。また、ロケットエンジンを双発にしたX-34Bも計画されていたが、こちらも中止されている。